# Домнешть-Тирг
Домнешть-Тирг, Домнешті-Тирг (рум. Domnești-Târg) — село у повіті Вранча в Румунії. Входить до складу комуни Пуфешть.
Село розташоване на відстані 196 км на північний схід від Бухареста, 36 км на північ від Фокшан, 129 км на південь від Ясс, 93 км на північний захід від Галаца, 129 км на схід від Брашова.

## Населення
За даними перепису населення 2002 року у селі проживали 1337 осіб.
Національний склад населення села:
| Національність | Кількість осіб | Відсоток |
| -------------- | -------------- | -------- |
| румуни         | 1295           | 96,9%    |
| цигани         | 42             | 3,1%     |

Рідною мовою назвали:
| Мова      | Кількість осіб | Відсоток |
| --------- | -------------- | -------- |
| румунська | 1296           | 96,9%    |
| циганська | 39             | 2,9%     |